# غارلايتوس
بلدية غارلايتوس (بالإسبانية: Garlitos)‏, هي إحدى بلديات مقاطعة بطليوس, التي تقع في منطقة إكستريمادورا, والتي تقع في غرب إسبانيا.
يبلغ عدد سكانها 774 نسمة وفقاً لإحصائية سنة (2002).